# Prvi svečani mimohod Oružanih snaga Republike Hrvatske
Prvi svečani mimohod Oružanih snaga Republike Hrvatske održan je 30. svibnja 1995. na zagrebačkom jezeru Jarun i predstavlja najveći mimohod oružanih snaga u povijesti moderne Republike Hrvatske. Manifestacija se odvila u ključnom trenutku Domovinskog rata, između dviju pobjedničkih vojnih operacija Bljesak i Oluja, demonstrirajući vojnu snagu Hrvatske pred domaćom i međunarodnom javnošću.

## Kontekst i značaj
Mimohod je organiziran nakon pobjede u Operaciji Bljesak početkom svibnja 1995., kojom je oslobođena zapadna Slavonija. Manifestacija je imala dvojaku svrhu: psihološko djelovanje na pobunjene Srbe i jačanje morala hrvatske javnosti uoči konačnih oslobodilačkih operacija. Republika Hrvatska u tom trenutku još uvijek je imala okupiranu trećinu svojeg teritorija, dok su se hrvatski gradovi, uključujući Zagreb, nalazili pod raketnim napadima.

## Organizacija i tijek
Svečanost je započela pregledom postrojbi od strane predsjednika Republike Hrvatske i vrhovnog zapovjednika oružanih snaga Franje Tuđmana u pratnji ratnog ministra obrane Gojka Šuška. Nakon intoniranja himne i prijavka načelnika Glavnog stožera Janka Bobetka, održana je minuta šutnje za poginule branitelje.
Mimohodom je zapovijedao general-bojnik Ivan Basarac, dok je režiju potpisao Krešimir Dolenčić. Program je započeo nastupom tri zrakoplova MiG-21 koji su preko neba ispisali hrvatsku trobojnicu.

## Sudionici i oprema
Kroz mimohod su prošle povijesne postrojbe predvođene sinjskim alkarima, gardijske brigade, postrojbe Hrvatske kopnene vojske, Hrvatskog ratnog zrakoplovstva i protuzračne obrane, Hrvatske ratne mornarice te Ministarstva unutarnjih poslova. Prikazana je tada najmodernija vojna oprema uključujući: oklopna vozila, tenkove, haubice, višecijevne raketne lansere poput Grad, Vulkan i Uragan sustava, te protuzrakoplovni sustav Strijela 10-CRO hrvatske proizvodnje.
Posebnu pozornost privukao je ruski protuavionski raketni sustav S-300 velikog dometa, čiji je prikaz izazvao zanimanje u srpskim i međunarodnim vojnim krugovima. Paralelno s kopnenim mimohodom, na jezeru su demonstrirane sposobnosti mornaričkih snaga, dok su helikopteri Mi-24 i ostala letjelica prikazivala zračnu moć.
Manifestaciji je prisustvovalo oko 140.000 posjetitelja, što je čini jednim od najvećih javnih skupova u Hrvatskoj. Događaj je zabilježio nacionalni ponos i zajedništvo. Tri mjeseca kasnije dogodila se Operacija Oluja u kojoj je oslobođen velik dio okupiranoga teritorija.

## Odjek
Srpske snage su odgovorile vlastitom vojnom paradom na poligonu kod Slunja dvadesetak dana kasnije, no hrvatska bespilotna letjelica ispustila je preko njihove parade 800 letaka s hrvatskim grbom kao simboličkim odgovorom.